# Tyske Kancelli

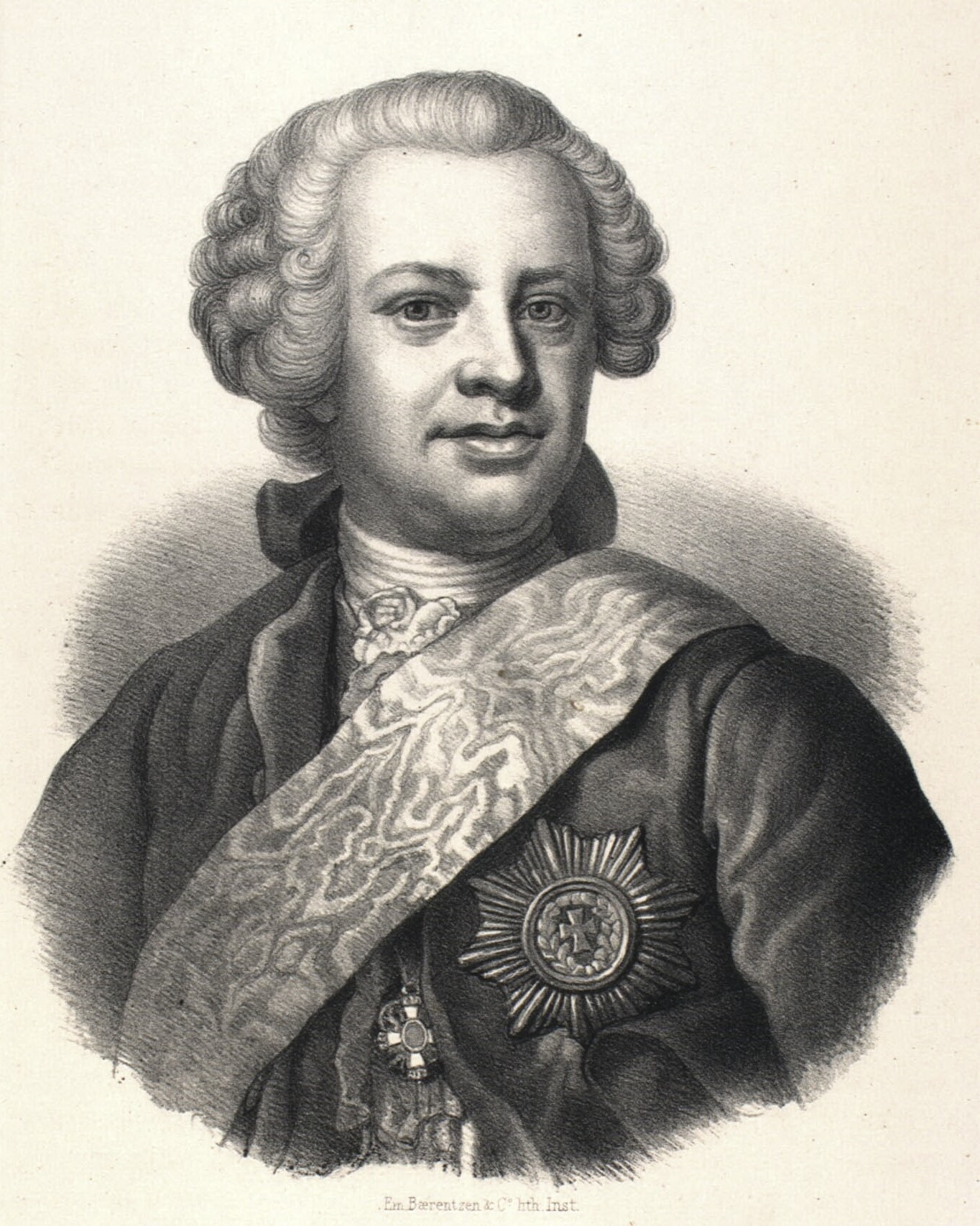
Johan Hartvig Ernst Bernstorff szef kancelarii i faktyczny szef MSZ Danii w latach 1751-1772

Tyske Kancelli („niemiecka kancelaria”) – nowożytny duński kolegialny centralny organ władzy i administracji.
Kancelaria powstała w roku 1523 i zwana była „niemiecką”, ze względu na używanie języka niemieckiego podczas obrad. Kierowali nią główni ministrowie królów duńskich. Kancelarię powołał do życia Fryderyk I Oldenburg, by usprawnić zarządzanie państwem.
W 1806 roku zmieniono jej nazwę na Slesvig-Holstenske Kancelli. A w 1848 na Danske Kancelli („duńska kancelaria”), gdyż zaczęto używać języka duńskiego. Nadsekretarz-prezydent (Oversekretær – Præsident) tej kancelarii był kierownikiem duńskiej polityki zagranicznej aż do roku 1848, kiedy to powstał MSZ na wzór francuski, przejmując kierowanie sprawami zagranicznymi. W efekcie tego rola kancelarii zmniejszyła się, ale miała sporo do powiedzenia w tematach związanych z polityka wewnętrzną.